# Hvězda (berg)
Hvězda är ett berg i Tjeckien. Det ligger i den norra delen av landet, 100 km nordost om huvudstaden Prag. Toppen på Hvězda är 959 meter över havet.
Terrängen runt Hvězda är huvudsakligen kuperad.Runt Hvězda är det ganska tätbefolkat, med 58 invånare per kvadratkilometer. Närmaste större samhälle är Jablonec nad Nisou, 13,9 km väster om Hvězda. I omgivningarna runt Hvězda växer i huvudsak blandskog.